# Ancylotherium
L'anciloterio (gen. Ancylotherium) è un mammifero perissodattilo estinto, appartenente ai calicoteri. Visse tra il Miocene superiore e il Pleistocene inferiore (circa 9 - 1,5 milioni di anni fa) e i suoi resti fossili sono stati ritrovati in varie zone d'Europa, Africa e Asia. 

## Descrizione
Questo animale era di grosse dimensioni, e gli esemplari delle specie più grandi potevano raggiungere i due metri di altezza al garrese e la mezza tonnellata di peso. Possedeva un corpo robusto e forte, vagamente simile a quello di un cavallo da tiro. Le zampe erano lunghe e robuste, specialmente quelle anteriori; come tutti i calicoteri, le zampe erano dotate di tre forti artigli. Il cranio doveva possedere un muso allungato; nella specie Ancylotherium pentelicum, la calotta cranica era insolitamente rigonfia, a forma di cupola (Geraads et al., 2007). Questa caratteristica si ritrova, anche se in forma più accentuata, nel genere nordamericano Tylocephalonyx.

## Classificazione
Ancylotherium venne descritto per la prima volta da Albert Gaudry nel 1863, sulla base di fossili ritrovati in Grecia, nel giacimento di Pikermi. La specie tipo, Ancylotherium pentelicum, è stata ritrovata in seguito in altre zone d'Europa (Macedonia del Nord, Bulgaria, Serbia, Spagna, Ucraina) e in Asia (Cina, Iran, Afghanistan, Turchia). In alcuni siti africani sono note le specie A. hennigi e A. cheboitense (Kenya, Tanzania, Etiopia), conosciute per resti più frammentari. 

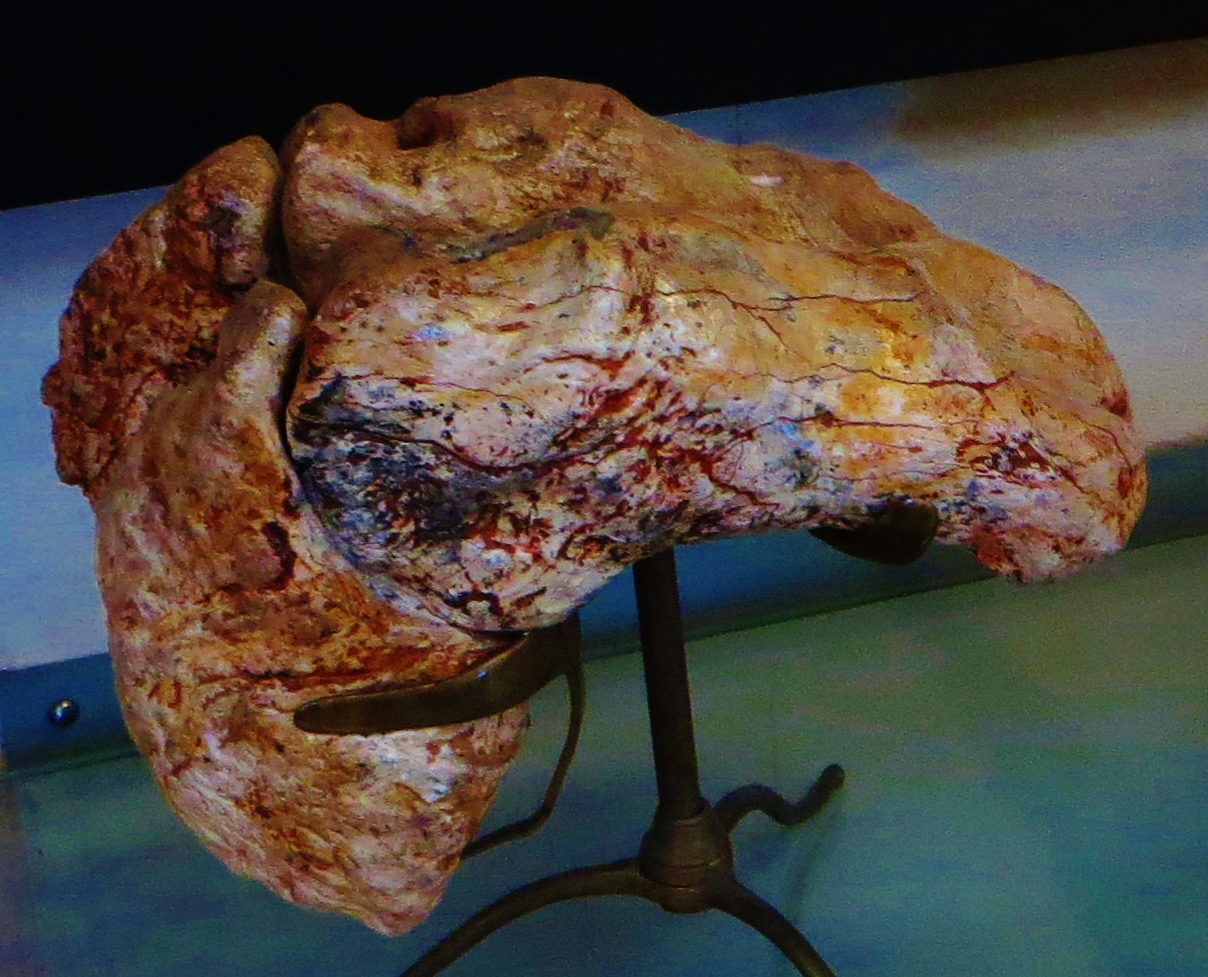
Ossa della zampa anteriore di Ancylotherium pentelicum

Ancylotherium è un rappresentante dei calicoteri, un gruppo di perissodattili dalle caratteristiche insolite, con zampe anteriori lunghe e munite di artigli. In particolare, questo animale è stato assegnato alla famiglia (o sottofamiglia) degli schizoteridi (o schizoterini), comprendenti forme dalla corporatura robusta e dagli arti anteriori di lunghezza simile ai posteriori. Ancylotherium sembrerebbe essersi sviluppato in Europa nel corso del Miocene superiore da forme più antiche, come Metaschizotherium, per poi espandersi in Asia e in Africa; in quest'ultimo continente si estinse all'inizio del Pleistocene, e fu uno degli ultimi calicoteri. 
Assai simile era Moropus, vissuto in Nordamerica milioni di anni prima. Un altro genere dotato di una cupola ossea sul capo, Tylocephalonyx, non doveva essere strettamente imparentato ad Ancylotherium; è possibile quindi che questa insolita struttura si sia sviluppata nei calicoteridi almeno un paio di volte, indipendentemente (Geraads, 2007).

## Paleoecologia

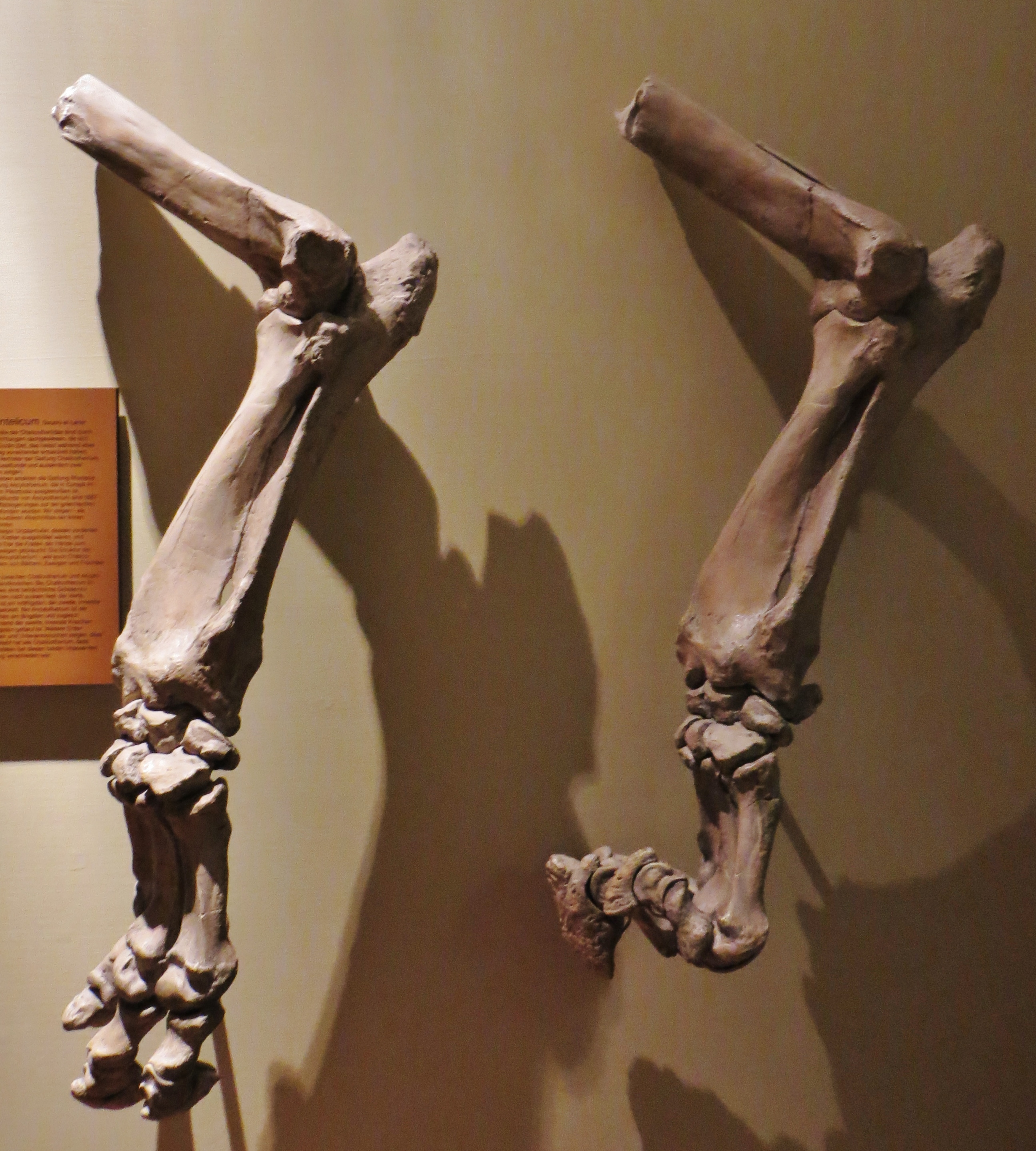
Arti anteriori di Ancylotherium pentelicum

Nel famoso sito di Laetoli, in Tanzania, sono state ritrovate due impronte che corrispondono a quelle di un ungulato tridattilo, artigliato e di taglia simile a quella di un cavallo. Un'analisi dettagliata ha mostrato che l'autore potrebbe essere un calicoterio; nello stesso sito, inoltre, sono stati ritrovati i resti di Ancylotherium hennigi. Ancylotherium, il cui nome significa "bestia - uncino" a causa degli artigli, doveva camminare sulle punte dei suoi metapodi, e i grandi artigli dovevano essere tenuti retratti, cosicché solo le punte toccavano il terreno. Questo animale utilizzava i grandi artigli probabilmente per aggrapparsi ai rami degli alberi, abbassarli al livello della bocca e nutrirsi di foglie. È anche possibile che gli artigli servissero per dissotterrare radici.